# Godlewo-Milewek
Godlewo-Milewek – wieś sołecka w Polsce położona w województwie mazowieckim, w powiecie ostrowskim, w gminie Nur.
W latach 1975–1998 miejscowość administracyjnie należała do województwa łomżyńskiego.
Wierni Kościoła rzymskokatolickiego należą do parafii Przemienienia Pańskiego w Zuzeli.

## Historia
Miejscowość tworzyła okolicę szlachecką Godlewo. W spisie podatkowym z roku 1578 wieś wymieniona jako Godlewo Gnochi. W końcu XVIII wieku pojawia się zapis Godlewo Milewko Gnochy, a w XIX wieku nazwa współczesna.
Niektórzy właściciele wsi:
- 1578 – Konstanty Koniuski oraz Michał z bracią. Wieś należała do parafii Zuzel i liczyła 8 i pół włóki ziemi uprawnej[9]
- przez wiele lat właścicielami byli Godlewscy herbu Gozdawa, którzy stworzyli tu zaścianek szlachecki[10]
- według danych z 1784 roku posiadaczami ziemskimi byli tu: Godlewscy, Jaźwiński i Zarembowie[11].

W 1827 roku w miejscowości 14 domów i 95 mieszkańców, natomiast w 1880 17 domów i 127 mieszkańców. W roku 1891 było tu 24 drobnoszlacheckich gospodarzy.
Spis powszechny z 1921 roku informuje o wsi Godlewo Milewek, liczącej 25 domów i 139
mieszkańców. Miejscowość należała do gminy Szulborze Koty.